# Ішутін Данило Олександрович
Данило Олександрович Ішутін (псевдонім «Dendi»; нар. 30 грудня 1989, Львів, УРСР) — український кіберспортсмен, гравець у Dota 2. З 2010 по 2018 рік виступав за команду Natus Vincere, у складі якої став переможцем турніру The International 
і двічі посідав друге місце. 
2020 року створив власну кіберспортивну організацію B8 Esports.

## Біографія
Народився у Львові. У дитинстві, на вимогу мами-музиканта, займався грою на піаніно, а також акробатикою та танцями. За власними словами, перший комп'ютер з'явився в їхньому будинку у брата Данила, який не давав йому довго грати. Першими іграми були Quake та Doom. Пізніше Dendi почав грати у місцевих комп'ютерних клубах у Warcraft III. На тотальне захоплення комп'ютерними іграми вплинула смерть батька Данила від раку — за спогадами Данила Ішутіна ігри стали спробою відволіктися.
У 2011 році Данило Ішутін закінчив Українську академію друкарства й здобув вищу освіту.

### Професійна кар'єра

#### DotA
Після Warcraft III з 2005 року грав в DotA. Першу команду організував самостійно, написавши пост на кіберспортивному форумі. Успішно виступав на місцевому рівні та у 2006 році отримав запрошення приєднатися до української команди Wolker Gaming (WG). Так, у 17 років розпочалася його професійна кіберспортивна кар'єра. Протягом наступних кількох років він виступав за команди Kingsurf.int та DTS Gaming, а у 2007 році був учасником української збірної команди, яка посіла третє місце у турнірі MYM Prime Nations.
До 2010 року Dendi грав у складі команди DTS Gaming разом із Ярославом «NS» Кузнєцовим, Дмитром «LighTofHeaveN» Купріяновим, Андрієм «Dread» Голубєвим та Іваном «Artstyle» Антоновим. У складі команди Dendi виступав на support-позиції (роль підтримки). Команда стала однією з найсильніших не лише у СНД-регіоні, а й у світі. 2010 року у фіналі турніру з DotA в рамках Electronic Sports World Cup у Парижі DTS Gaming поступилися китайській команді EHOME. Втім, у листопаді того ж року у китайському місті Ухань на турнірі World Dota Championship 2010 DTS взяли реванш. У тому турнірі DTS посіла третє місце.
Після цього розпочався новий етап у кар'єрі Ішутіна — зміна ігрової дисципліни з DotA на Dota 2 та перехід в українську кіберспортивну організацію Natus Vincere .

#### Dota 2

##### У складі Natus Vincere
У новій команді Dendi було відведено одну з ключових ролей — роль мідера (гравця на центральній лінії, тобто mid-line). Перший же сезон завершився для Na'Vi тріумфально — вони отримали від Valve запрошення до Кельна на The International 2011, світовий чемпіонат з Dota 2. У фіналі команда Dendi зустрілася з командою EHOME, яка була переможена з рахунком 3:1, а українська команда виграла мільйон доларів. Після того Dendi отримав світову популярність, особливо, завдяки грі на Pudge (один із героїв Dota 2), яка стала «візитною карткою» Ішутіна[джерело?].
Згодом у складі Natus Vincere Dendi брав участь у всіх турнірах The International з 2012 до 2016 року. У 2012 і 2013 роках Na'Vi спинилися за крок від повторення чемпіонського успіху, поступившись у фіналі китайцям із команди Invictus Gaming, а потім шведам із команди The Alliance, причому матч Natus Vincere — Alliance вважається одним з найграндіозніших в історії Dota 2[джерело?]. У 2011— 2014 роках Dendi у складі Na'Vi став семиразовим чемпіоном турнірів Star Ladder, дворазовим чемпіоном Electronic Sports World Cup, а також неодноразовим переможцем та призером турнірів різного рівня.
У 2014-2015 роках результати Na'Vi (Natus Vincere) значно погіршали, розпочалися проблеми всередині організації. 16 жовтня 2015 року Natus Vincere розпустила склад команди Dota 2, щоправда, вже через чотири дні почалася так звана «нова ера», біля витоків якої стояли Dendi та Акбар «SoNNeikO» Бутаєв. Dendi був одним із трьох головних героїв, гравців у Dota 2 , на яких було зосереджено увагу документального фільму Free to Play 2014 року. У ньому розповідалося про становлення українця та його гру на турнірі The International. Данило Ішутін довгий час був капітаном команди, відповідальним за вибір героїв в іграх. Dendi — легенда Dota 2, вважається однією з «візитних карток» Natus Vincere . 2017 року, попри те, що команда Na'Vi не потрапила на The International 2017, популярний Dendi все одно з'явився на турнірі. Він був запрошений зіграти «шоу-матч» проти штучного інтелекту — спеціального бота, розробленого компанією OpenAI для тренування професійних гравців у Dota 2. 17 серпня 2017 Dendi зіграв два матчі проти бота в режимі «1vs1 solo mid», але програв обидва матчі. 2018 року на хвилі невдалих виступів Na'Vi останнього часу дуже багато критики було адресовано саме Dendi. Зокрема, гравця критикували за те, що він «не дає дорогу молодим», а також було багато звинувачень щодо його «медійності» та отримання нечуваних сум від контрактів зі спонсорами. Данил був змушений відповідати на це великим постом, під назвою «Фанам, хейтерам, друзям», у якому гравець відкинув і спростував усі звинувачення. 22 червня Євген Золотарьов, керівник Na'Vi, оголосив, що весь склад Na'Vi вирушає в інактив, тобто, припиняє грати до кінця літа. Під час утвореного «вікна» Dendi виступав як замінник гравця у команді Vega Squadron (Данил допоміг на відбіркових до турніру The Summit 9).
1 вересня 2018 року керівництвом команди було оголошено новий склад, у якому не було Dendi. На знак поваги до гравця в організації було ухвалено рішення включити Данила Ішутіна до «Зали слави» команди Natus Vincere. Також організація запропонувала вболівальникам підтримати колишнього мідера короткими відеороликами зі словами підтримки.

##### Після виходу з Natus Vincere
Попри те, що офіційно контракт Dendi з Na'Vi не був розірваний, у вересні 2018 року Данило став виступати під тегом DTS.Dendi замість звичного Na'Vi.Dendi, що породило припущення про можливість відродження команди DTS Gaming, в якій Данило Ішутін виступав до Na'Vi. У жовтні-листопаді 2018 року Dendi виступав як замінник гравця (стендина) у командах Team Secret (на турнірі «Autumn Brawl») та Vega Squadron (на турнірі «DreamLeague Season 10»). На відкритих кваліфікаціях СНД-регіону до турніру The Chongqing Major виступав у складі збірної команди FTTM (FlyToTheMoon).
У січні 2019 року Dendi приєднався як стендин до нового складу міжнародної команди Tigers, де виступав разом з легендарним малайзійським гравцем Чай «Mushi» Е Фуном, дворазовим чемпіоном major-турнірів Девідом «Moonmeander» Таном(Канада) також з Кенні «Xepher» Део(Сінгапур) та Сіватібаном «1437» Сіванатапіллаї (Канада). 22 квітня 2019 року Данил залишив Tigers.
Наприкінці червня 2019 року Dendi приєднався до команди The Pango, де його співкомандниками стали Володимир Chappie Кузьменко, Андрій Ghostik Кадик, Даніял yamich Лазебний та Михайло misha Агатов. У липні команда взяла участь у відбіркових іграх СНД-регіону(кваліфікаціях) до турніру The International 2019, але не змогла виграти кваліфікації.
10 серпня 2019 року контракт Dendi та Natus Vincere офіційно розірвали, Ішутін став «вільним агентом». У серпні Ішутін виступив як аналітик на The International 2019.

##### B8 Esports
4 вересня 2019 року в інтерв'ю Яні Хімченко у відповідь на питання про плани на майбутнє заявив, що планує створити власну кіберспортивну організацію. У жовтні 2019 року Dendi зібрав команду під назвою «Viet Flashbacks», яка 21 листопада була перейменована на «MR». Крім Dendi до нового складу увійшли Рінат «KingR» Абдуллін (раніше виступав за Moscow Five, Team Empire, Gambit Gaming), Олексій «Nongrata» Васильєв (учасник The International 2018 у складі Winstrike), Нікола «LeBronDota» Попович(відомий виступами за Natus Vincere) і Алік «V-Tune» Горобець(раніше виступав за Hell Raisers).
27 січня 2020 року Ішутін офіційно представив свою нову кіберспортивну організацію, яка отримала назву B8 Esports. До складу організації увійшли троє гравців «MR»: сам Dendi, LeBronDota та KingR, а також Андрій «Ghostik» Кадик (відомий за виступами за Team Empire та Team Spirit) та Олександр «pio65» Заливако, який раніше грав лише за молодіжний склад команди Pavaga Gaming. До анонсу організації Dendi випустив ролик, у якому зіграв самого себе на старості. 23 лютого 2020 року команда B8 із Dota 2 поділила 5-6 місце на турнірі WePlay! Dota 2 Tug of War: Mad Moon та виграла $12 000.
До травня 2020 року у B8 склалася дуже сумна ситуація — організація та її лідер Dendi встановили світовий антирекорд за кількістю програшів, поступившись на 24 картах поспіль.
9 червня 2020 року B8 Esports за довгий час показала перші успіхи з новим складом. B8 перервала свою серію поразок і здобула перемогу в матчі проти FlyToMoon 2.0 і з Cyber Legacy в заключній зустрічі групового етапу на BEYOND EPIC для Європи та СНД.
16 березня 2021 року у команди з'явився менеджер — Олександр "tony" Виговський, а 6 серпня було відкрито склад організації B8 з Counter-Strike: Global Offensive.
12 листопада 2021 року кіберспортивна організація B8 повідомила про те, що Valve повернули DPC слот команді Данила "Dendi" Ішутіна.

## Досягнення

### DTS
- ASUS Open Autumn (2009)
- OSPL Autumn (2009)
- Pick League XIII — div1 (2010)
- Storm the Front #3 (2010)
- ASUS Open Spring' (2010)
- Electronic Sports World Cup (2010)
- ASUS Open Summer (2010)
- MYM Prime Defending #12 (2010)
- ASUS Open Autumn (2010)
- World DotA Championship (2010)

### Na'Vi
- ASUS Open Winter (2011)
- Intel Challenge: Supercup #7 (2011)
- OSPL Spring (2011)
- ES-Area GUS #1 (2011)
- ASUS Open Spring (2011)
- Farm4Fame 3 Series (2011)
- ASUS Open Summer (2011)
- Darer Tournament (2011)
- Intel Challenge: Supercup #8 (2011)
- The International (2011)
- TECHLABS Cup UA (2011)
- Electronic Sports World Cup (2011)
- Dota 2 Star Championship (2011)
- ASUS Open Autumn (2011)
- The Premier League (2012)
- The Defense (2012)
- Dreamhack Summer 2012 Corsair Vengeance Cup (2012)
- The Premier League Season 2 (2012)
- SLTV StarSeries Season Two (2012)
- The Premier League Masters (2012)
- GosuLeague Season 3 (Division 2a) (2012)
- JoinDOTA Masters Special Edition (2012)
- The International 2012 (2012)
- SLTV StarSeries Season Three (2012)
- ASUS Open Final Battle of the Year (2012)
- The International 2013 (2013)
- Techlabs Cup 2013 Season 3 (2013)
- SLTV StarSeries Season VII (2013)
- WePlay Dota2 League Season 2 (2013)
- Techlabs Cup Grand Final 2013 (2013)
- MLG Fall Championship 2013 (2013)
- DreamHack Winter 2013 (2013)
- RaidCall EMS One Fall 2013 (2013)
- SLTV StarSeries Season VIII (2014)
- XMG Captains Draft Invitational (2014)
- D2CL Season 2 (2014)
- DreamHack Bucharest 2014 (2014)
- HyperX D2L Western Challenge (2014)
- 13-16 — The International 2015
- ESL One Frankfurt 2016 (2016)
- StarLadder i-League StarSeries Season 2 (2016)
- Adrenaline Cyber League (2017)
- Midas Mode (2017)
- MDL Macau (2017)
- GESC: Indonesia Minor (2018)

### Tigers
- BTS Spring Cup: SEA (2019)